# آرشي كامبل (لاعب كرة قدم)
آرشي كامبل (بالإنجليزية: Archie Campbell)‏ (15 أغسطس 1904 في المملكة المتحدة - 1980) هو لاعب كرة قدم بريطاني (وحمل سابقاً جنسية المملكة المتحدة لبريطانيا العظمى وأيرلندا) في مركز نصف الجناح. لعب مع أستون فيلا ولينكولن سيتي أف سي وCraghead United F.C. ‏ وسبنيمور يونايتد ‏.